# Marrony da Silva Liberato
Marrony da Silva Liberato, meglio noto come Marrony (Volta Redonda, 5 febbraio 1999), è un calciatore brasiliano, attaccante del Midtjylland.

## Caratteristiche tecniche
È un centravanti.

## Carriera
Cresciuto nelle giovanili del Vasco da Gama, ha esordito in prima squadra il 24 gennaio 2018 in occasione del match del Campionato Carioca perso 2-0 contro il Cabofriense.
Segna la sua prima rete il 25 settembre 2018, siglando al 78' il gol del definitivo 2-1 nel match di campionato vinto contro il Bahia.

## Statistiche

### Presenze e reti nei club
Statistiche aggiornate al 28 settembre 2018.
| Stagione        | Squadra         | Campionato      | Campionato | Campionato | Coppe nazionali | Coppe nazionali | Coppe nazionali | Coppe continentali | Coppe continentali | Coppe continentali | Altre coppe | Altre coppe | Altre coppe | Totale | Totale | Totale |
| Stagione        | Squadra         | Comp            | Pres       | Reti       | Comp            | Pres            | Reti            | Comp               | Pres               | Reti               | Comp        | Pres        | Reti        | Pres   | Reti   |        |
| --------------- | --------------- | --------------- | ---------- | ---------- | --------------- | --------------- | --------------- | ------------------ | ------------------ | ------------------ | ----------- | ----------- | ----------- | ------ | ------ | ------ |
| 2018            | Vasco da Gama   | A/RJ+A          | 1+4        | 0+1        | CB              | 0               | 0               | CS                 | 0                  | 0                  |             | -           | -           | 5      | 0      |        |
| Totale carriera | Totale carriera | Totale carriera | 5          | 0          |                 | 0               | 0               |                    | 0                  | 0                  |             | -           | -           | 5      | 1      |        |

## Palmarès

### Club

#### Competizioni nazionali
- Coppa di Danimarca: 1

Midtjylland: 2021-2022
- Campionato danese: 1

Midtjylland: 2023-2024